# Mike Sinterniklaas
Michael Tremain (Mike) Sinterniklaas (Nice, 13 augustus 1972) is een Frans-Amerikaans acteur, stemartiest, nasynchronisatieregisseur en scenariovertaler.
Als kind woonde Sinterniklaas in verschillende landen alvorens hij op zijn tiende naar de Verenigde Staten emigreerde. Hij studeerde af aan de High School of Performing Arts in New York en volgde een studie in North Carolina, alwaar hij werkte bij zowel de Southwynde als de Coastal Carolina Studios.
Sinterniklaas heeft onder meer werk geleverd voor 4Kids Entertainment, Bandai Entertainment, FUNimation Entertainment en Viz Media. Hij is de oprichter van NYAV Post, een geluidsstudio met vestigingen in New York en Los Angeles, die onder andere verantwoordelijk is voor de nasynchronisatie van meer dan 350 animetitels, zoals Ah! My Goddess! en Midori Days.

## Filmografie (selectie)
- Adventures in Voice Acting (documentaire) – zichzelf
- Berserk (animatieserie) – vertaling, dialoogregie
- Bleach (animatieserie) – Nnoitra Jiruga, Luppi Antenor, Menis (stem)
- Final Fantasy XIII (computerspel) – Orphan (stem)
- Flesh for the Beast (horrorfilm) – Martin Shelley
- Fullmetal Alchemist (animatieserie) – Leo (stem)
- Huntik (animatieserie) – dialoogregie (i.s.m. Marc Diraison)
- Kappa Mikey (animatieserie) – Mikey Simon (stem)
- Monster (animatieserie) – Jan Suk (stem)
- Samurai 7 (animatieserie) – Sobei (stem)
- Star Wars: Visions (animatieserie) – Hen Jin (stem)
- Teenage Mutant Ninja Turtles (animatieserie) – Leonardo (stem)
- Yu-Gi-Oh! (animatieserie) – Mahad (stem)

- Gemeinsame Normdatei: 1131718992
- International Standard Name Identifier: 0000 0000 5439 9820
- Library of Congress Control Number: nr2004016887
- Nationale Bibliotheek van Israël: 987007417658905171
- Virtual International Authority File: 2418701
- WorldCat: E39PBJyGTKVrmF6JfTQcdQt7pP